# Языки Анголы
Языки Анголы составляют преимущественно банту и португальский, с небольшими меньшинствами говорящих на койсанских языках.
Португальский язык является единственным официальным языком. Из-за культурных, социальных и политических механизмов, которые восходят к колониальной истории, количество носителей португальского языка является большим и растущим. В исследовании статистики 1996 года Ангольского Национального института обнаружено, что португальский язык является родным для 26 % населения. Тем не менее, вполне вероятно, что эта цифра несколько преувеличена, учитывая труднодоступность к сельским регионам, где меньше говорят на португальском языке. На нём говорят как на втором языке ещё многие по всей стране, а младшее городское поколение движется в направлении доминирующего и исключительного использования португальского. В анклаве провинции Кабинда, где многие говорят на французском так же или лучше, чем на португальском. Конго, которые были сосланы в Демократическую Республику Конго, обычно лучше говорят на французском и лингала, чем на португальском и конго.
После обретения независимости правительство выбрало 6 языков банту, которые будут развиваться в качестве национальных языков. Это южный мбунду, северный мбунду, конго, чокве, кваньяма (ошивамбо и мбунда, последний из которых был заменён на язык нгангела, который является общим термином для народов к востоку от центральной части нагорья). Умбунду является самым густонаселённым языком банту, на котором изначально говорит треть населения. На кимбунду говорят вокруг столицы Луанда. На конго говорят на севере страны, в том числе в анклаве Кабинда.
Разговорные койсанские языки состоят из двух семей: кхунг и кхое, хотя на последнем говорят несколько сотен человек. Большинство койсанцев бежали в Южную Африку после окончания гражданской войны. Вымерший квади, возможно, был дальним родственником кхое, а квиси совершенно неизвестен; их носители были ни койсанскими, ни банту.
Несколько кубинцев, которые остались в Анголе как следствие кубинского военного вмешательства (или развитие сотрудничества в области образования и здравоохранения), говорили по-испански, но их потомки (почти все из них от смешанных браков) не дотянули до этого. Африканцы из Мали, Нигерии, Сенегала говорят на английском и французском, и своих родных африканских языках, и, по крайней мере, некоторые изучали португальский. A (очень мало) — число ангольцев и ливанцев, поколение говорящих на арабском и/или французском. Иностранным языком, который главным образом узнали ангольцы, является английский, но среди народа конго (на северо-западе и в Кабинда) французский зачастую важнее. В связи с увеличением анголо-китайского родства, в настоящее время китайское сообщество из около 300.000 человек используют китайский язык (мандарин и кантонский).